# Gustav Croner
Eric Gustav Croner, född 28 april 1889 i Falun, död 1962 i Stockholm, var en svensk tecknare och grafiker.  
Han var son till kusken Per Eric Croner och Johanna Ericsson och gift med Edit Josefina Wallin. Efter avslutad skolgång tog Croner anställning vid ett slakteriföretag i Falun vid sidan av arbetet studerade han teckning vid Faluns tekniska skolas aftonkurser 1904-1905. Han flyttade till Stockholm 1906 där han anställdes som styckmästare vid ett slakteri, vid sidan av arbetet fortsatte han att studera vid Tekniska skolans aftonkurser. Han inledde konststudier vid Wilhelmsons målarskola 1927 men flyttade över till Blombergs målarskola i och med att Carl Wilhelmson avled. Efter åtta år rekommenderade Henrik Blomberg honom att söka sig till Konstakademiens etsningsskola där han under Emil Johanson-Thor och Harald Sallberg lärde sig etsa. Senare studerade han tekniken för träsnitt under en kurs för Sigge Bergström. Separat ställde han ut på Lorensbergs konstsalong i Göteborg och på Lilla Galleriet i Stockholm. Han medverkade i utställningen 6 grafiker på Galerie Moderne i Stockholm och i Grafiska Unionens utställning på Liljevalchs konsthall. Hans konst består av naturbilder, trädgårdsinteriörer, skogsgläntor, porträtt, figurer samt kust- och inlandsbilder i trägravyr, färglitografi och akvatint. Croner är representerad vid Statens historiska museum, Nationalmuseum och Moderna museet.